# Murdannia edulis
Murdannia edulis är en himmelsblomsväxtart som först beskrevs av Jonathan S. Stokes, och fick sitt nu gällande namn av Robert Bruce Faden. Murdannia edulis ingår i släktet Murdannia och familjen himmelsblomsväxter. Inga underarter finns listade.

## Bildgalleri

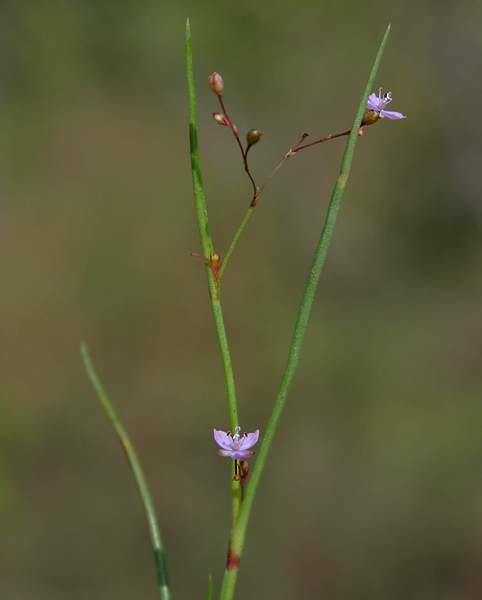
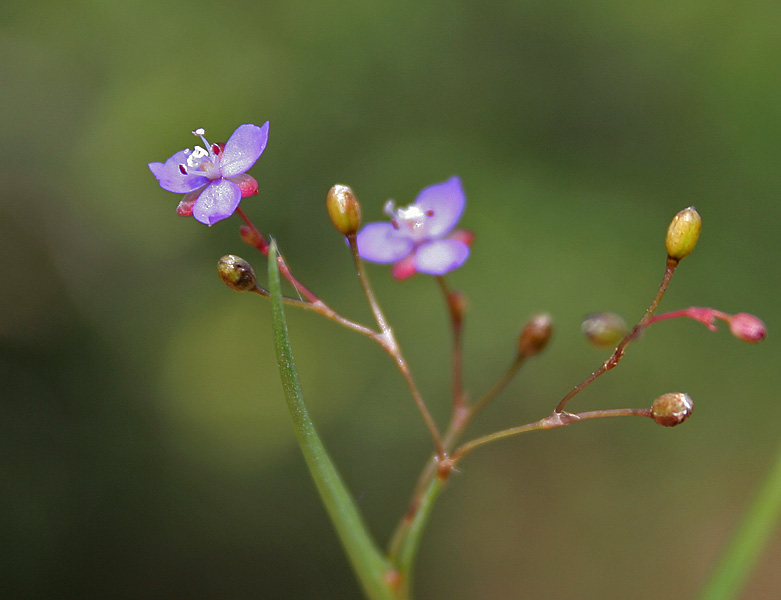